# 名古屋市図書館

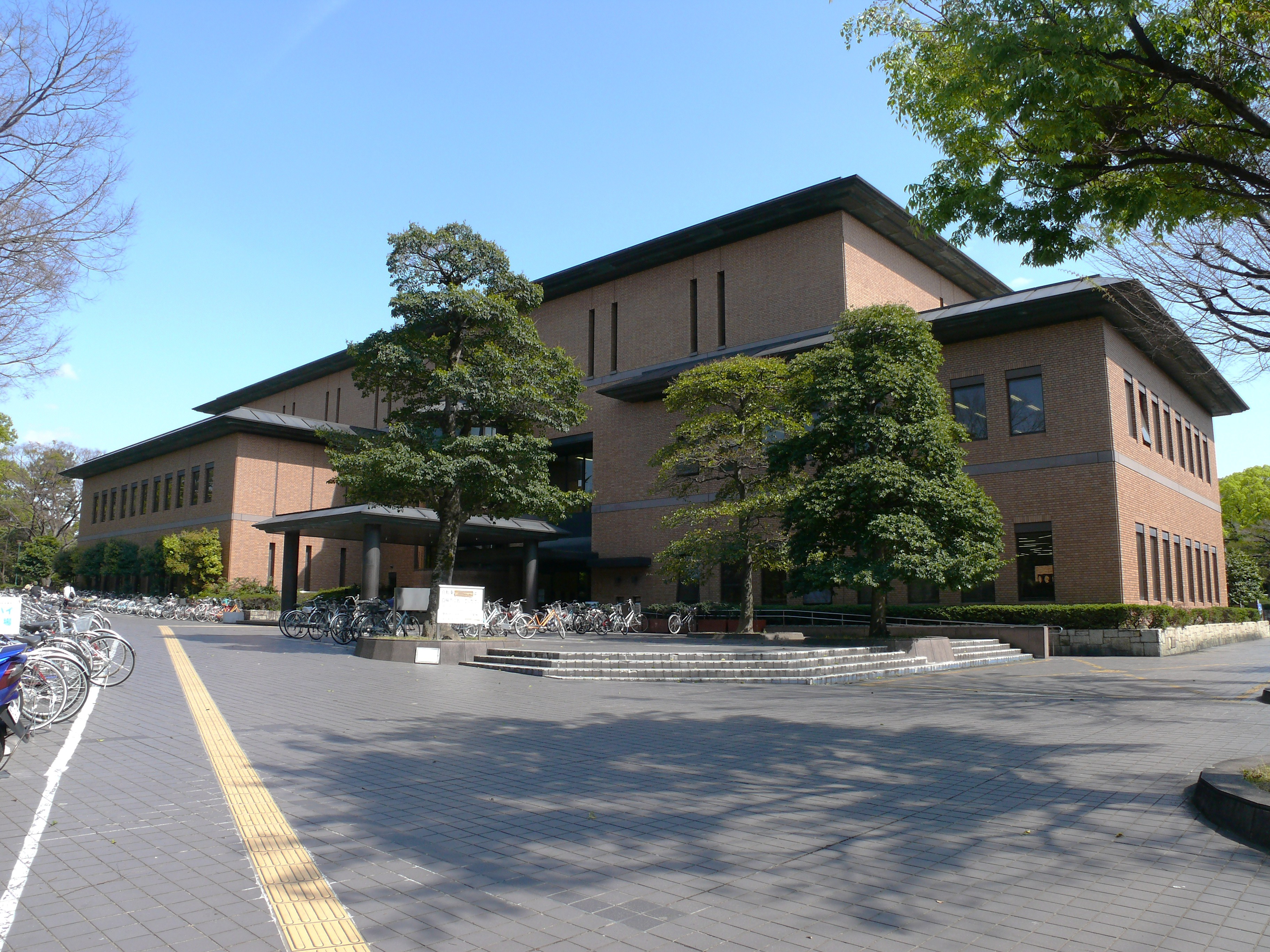
鶴舞中央図書館

名古屋市図書館（なごやしとしょかん）は、名古屋市立の公共図書館。

## 概要
昭和区鶴舞一丁目の鶴舞公園内にある鶴舞中央図書館を中心として、市内に20の分館がある。杉戸清市政（1961年 - 1973年）の元で打ち出された「一区一館」構想に基づいて分館網が構築され、1977年の天白図書館開館をもって中区・昭和区以外の全区において分館がある状況を達成した。また、区役所支所管内においても小型分館が設置され、2010年の徳重図書館開館をもって全管内において分館を持つに至った。

## 歴史
1923年（大正12年）10月1日、大正天皇御大典奉祝記念事業として、鶴舞公園内に市立名古屋図書館が開館したのが始まりである。
開館時、男女区別なしの閲覧室ができたことが話題となった。1939年（昭和14年）9月には、東区武平町の名古屋公衆図書館が市に寄付された。
両図書館は戦災により焼失したが、1946年（昭和21年）にバラック建ての閲覧室を設け復興した。その後、中区栄小学校内に栄、東区筒井小学校内に筒井、中村区亀島小学校内に亀島、西区公民館に西の各分館を設置。1950年（昭和25年）に名古屋市図書館設置条例が制定され、1952年より名古屋図書館は鶴舞図書館、名古屋公衆図書館は栄図書館に改称された。
名古屋図書館は、1964年（昭和39年）に鶴舞中央図書館と再び改称し、栄・熱田（1960年開館）両図書館を分館とする中央図書館となった。以後、各区で図書館が開館し、現在までに20の分館が置かれ、自動車図書館も2台体制で運用されている。近年では名古屋市文化小劇場と合わせて整備されることが多い。2003年（平成15年）より、インターネットによる蔵書情報の公開・提供を行っている。また2005年（平成17年）より市内の大学図書館との連携を始めた。

### 沿革
- 1923年（大正12年）10月1日 - 鶴舞公園において名古屋市立名古屋図書館が開館[1]。
- 1925年 - 名古屋公衆図書館が私立図書館として開館[WEB 1]。
- 1939年（昭和14年）9月 - 名古屋公衆図書館が市に寄付される[1]。
- 1960年 - 熱田図書館が開館[WEB 2]。
- 1964年 - 南図書館が開館[WEB 3]。
- 1965年 - 東図書館[WEB 4]および中村図書館[WEB 5]が開館。
- 1967年 - 北図書館[WEB 6]および港図書館[WEB 7]が開館。
- 1968年 - 千種図書館が開館[WEB 8]。
- 1969年 - 瑞穂図書館が開館。
- 1970年 - 中川図書館が開館[WEB 9]。楠学習センター内に楠文庫を設置（1997年廃止）[WEB 6]。
- 1972年 - 守山図書館および緑図書館[WEB 10]が開館。
- 1976年 - 名東図書館が開館[WEB 11]。
- 1977年 - 天白図書館が開館[WEB 12]。
- 1991年 - 中村図書館が移転[WEB 5]。
- 1992年 - 南図書館が隣接地に移転[WEB 3]。
- 1997年 - 楠文庫を廃止[WEB 6]し、楠図書館が開館[WEB 13]。富田図書館開館[WEB 14]。
- 1999年 - 港図書館が新築移転[WEB 7]。
- 2000年 - 北図書館が新築移転[WEB 6]。
- 2001年 - 熱田図書館が熱田区役所複合施設内に移転[WEB 2]。東図書館がカルポート東に移転[WEB 4]。
- 2002年 - 中川図書館が新築移転[WEB 9]。南陽図書館開館[WEB 15]。
- 2004年 - 志段味図書館開館[WEB 16]。
- 2005年 - 山田図書館開館[WEB 17]。
- 2010年5月 - 徳重図書館開館[WEB 18]。
- 2015年7月 - 瑞穂図書館が新築移転[WEB 19]。
- 2016年7月12日 - 緑図書館がリニューアルオープン。

## 利用案内
開館時間
全館、午前9時30分より開館。 平日・土曜日は、午後7時に閉館。  (鶴舞図書館のみ、火～金曜日（祝日除く）は、午後8時まで開館。)  日曜日・祝日は中村・富田図書館を除いた全館が、午後5時まで(中村・富田図書館は午後7時まで開館)。
休館日
原則毎週月曜日（徳重図書館、中村・富田図書館以外。徳重図書館は毎週火曜日、中村・富田図書館は第1・第3月曜日）、毎月第3金曜日(中村・富田図書館は開館)、年末年始、および各館の特別整理日。
貸出
愛知県内に在住、在勤、在学する者が利用可能で、市立図書館共通の貸出券を発行できる。 図書は一人最大6冊 (それに加えて視聴覚資料３点+紙芝居３点+紙芝居の舞台１点も追加可能)、最長2週間まで借りることができる。
返却
名古屋市図書館の資料は、借りた図書館以外でも名古屋市図書館全館で返却できる。 視聴覚資料(CDやDVDやテープ)以外の、本や雑誌や紙芝居(舞台除く)は、閉館時間中に各図書館の返却ポストへ返却可能。  
また、図書館以外の以下の場所にも、返却ポストが設置されている。設置場所、注意事項など詳細は各図書館のページを参照のこと。

| 設置場所                         | 利用開始日    | 問い合わせ先 |
| -------------------------------- | ------------- | ------------ |
| 名古屋市営地下鉄東山線中村公園駅 | 2017年11月1日 | 中村図書館   |
| ららぽーと名古屋みなとアクルス   | 2018年9月28日 | 港図書館     |
| 志段味支所・志段味地区会館       | 2017年4月6日  | 志段味図書館 |
| イオン守山店                     | 2017年4月6日  | 志段味図書館 |
| イオンモール大高                 | 2017年7月4日  | 緑図書館     |
| イオンモールナゴヤドーム前       | 2024年2月1日  | 東図書館     |

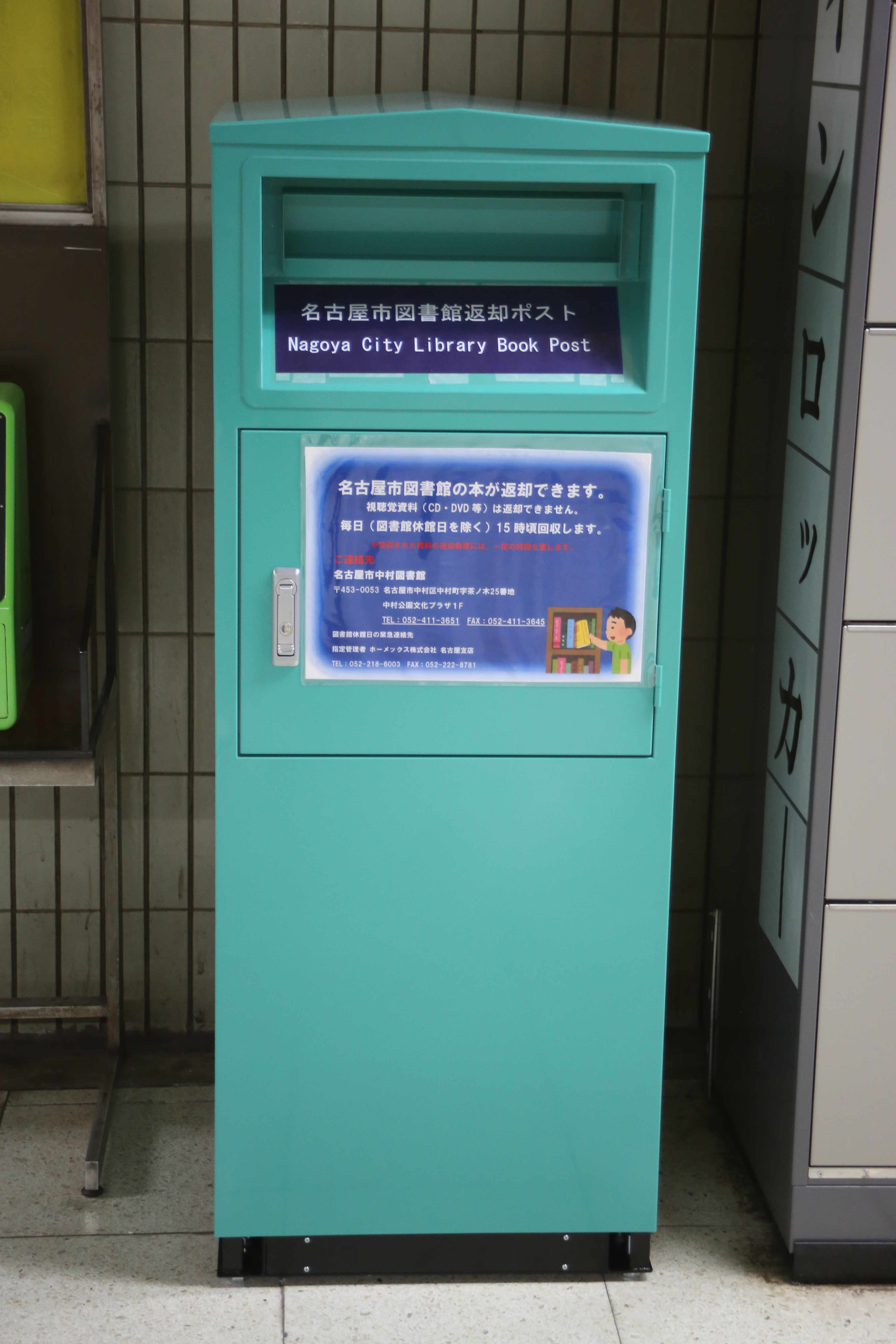
市営地下鉄中村公園駅の返却ポスト
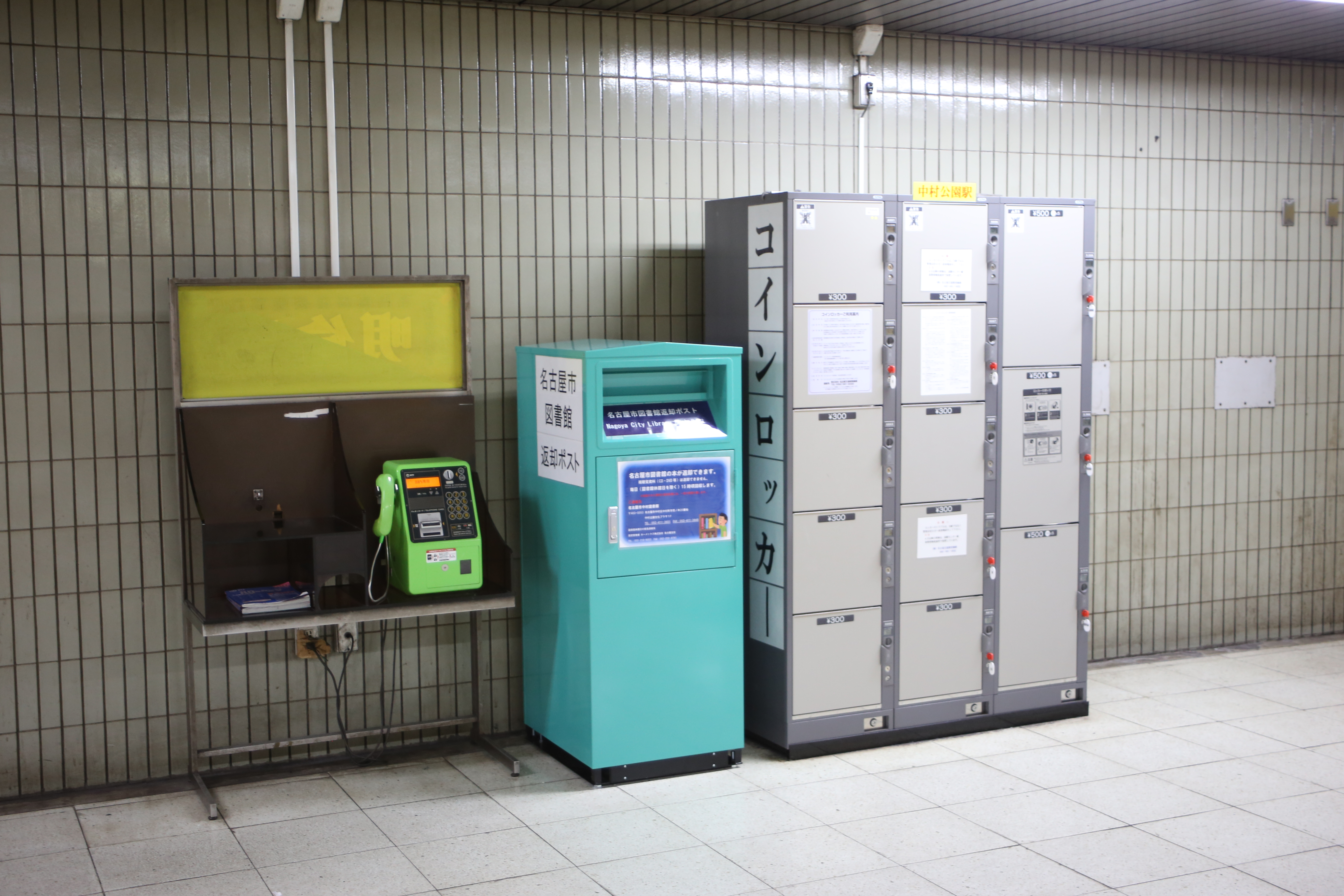
市営地下鉄中村公園駅の返却ポスト(全景)
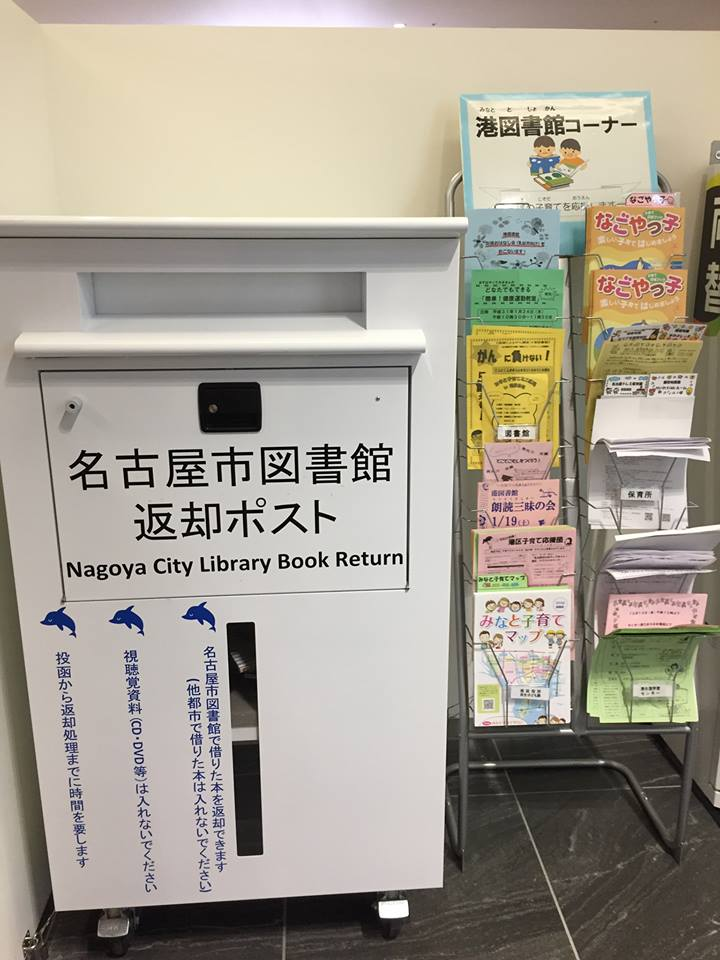
ららぽーと名古屋みなとアクルス返却ポスト
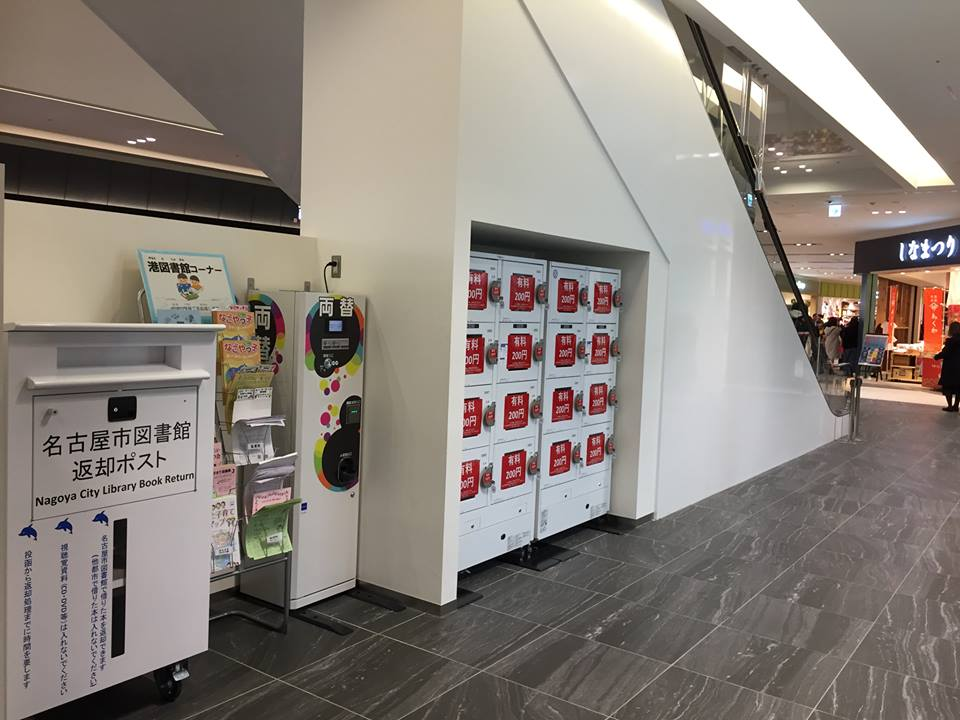
ららぽーと名古屋みなとアクルス返却ポスト(全景)
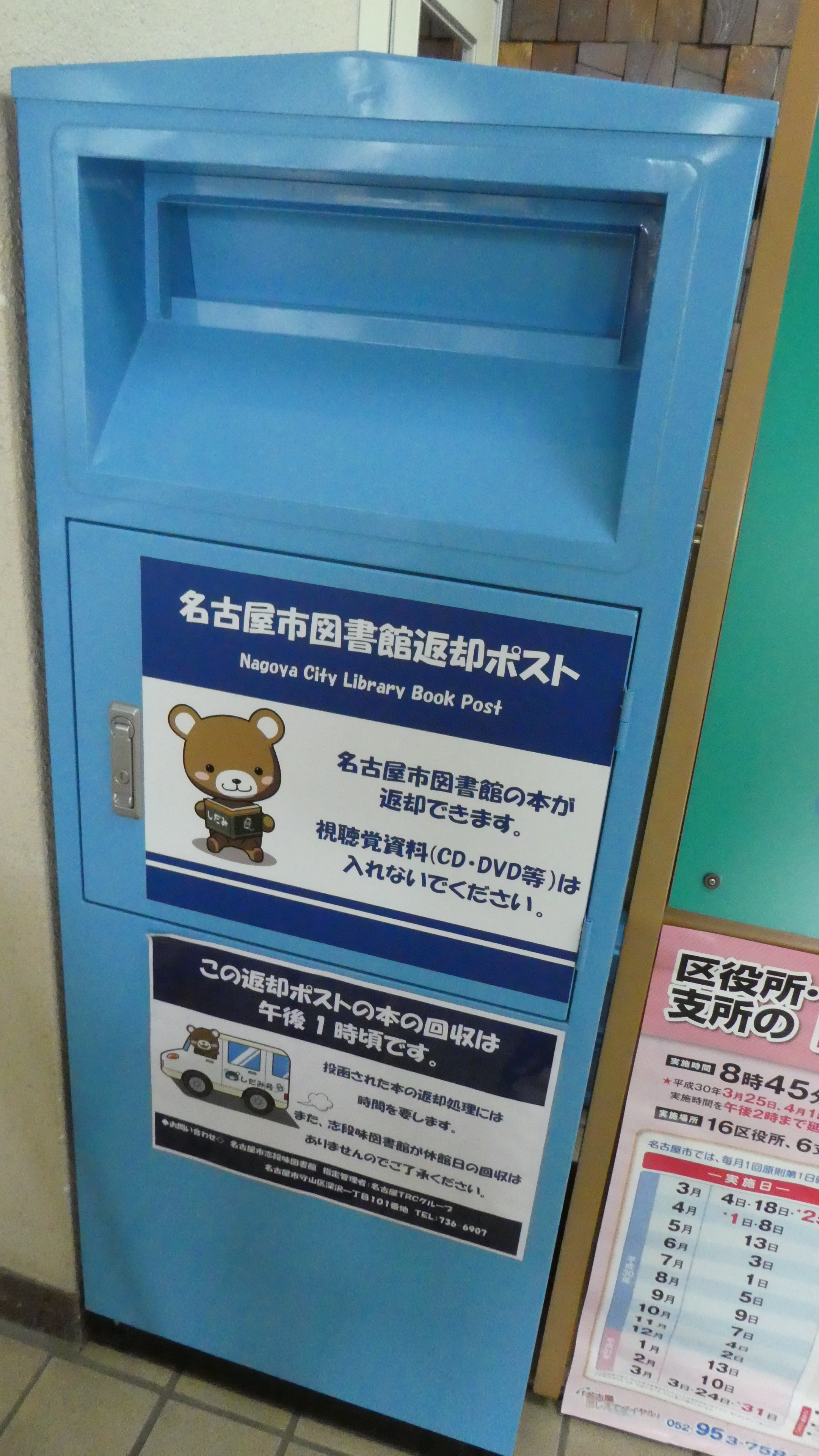
志段味支所図書返却ポスト
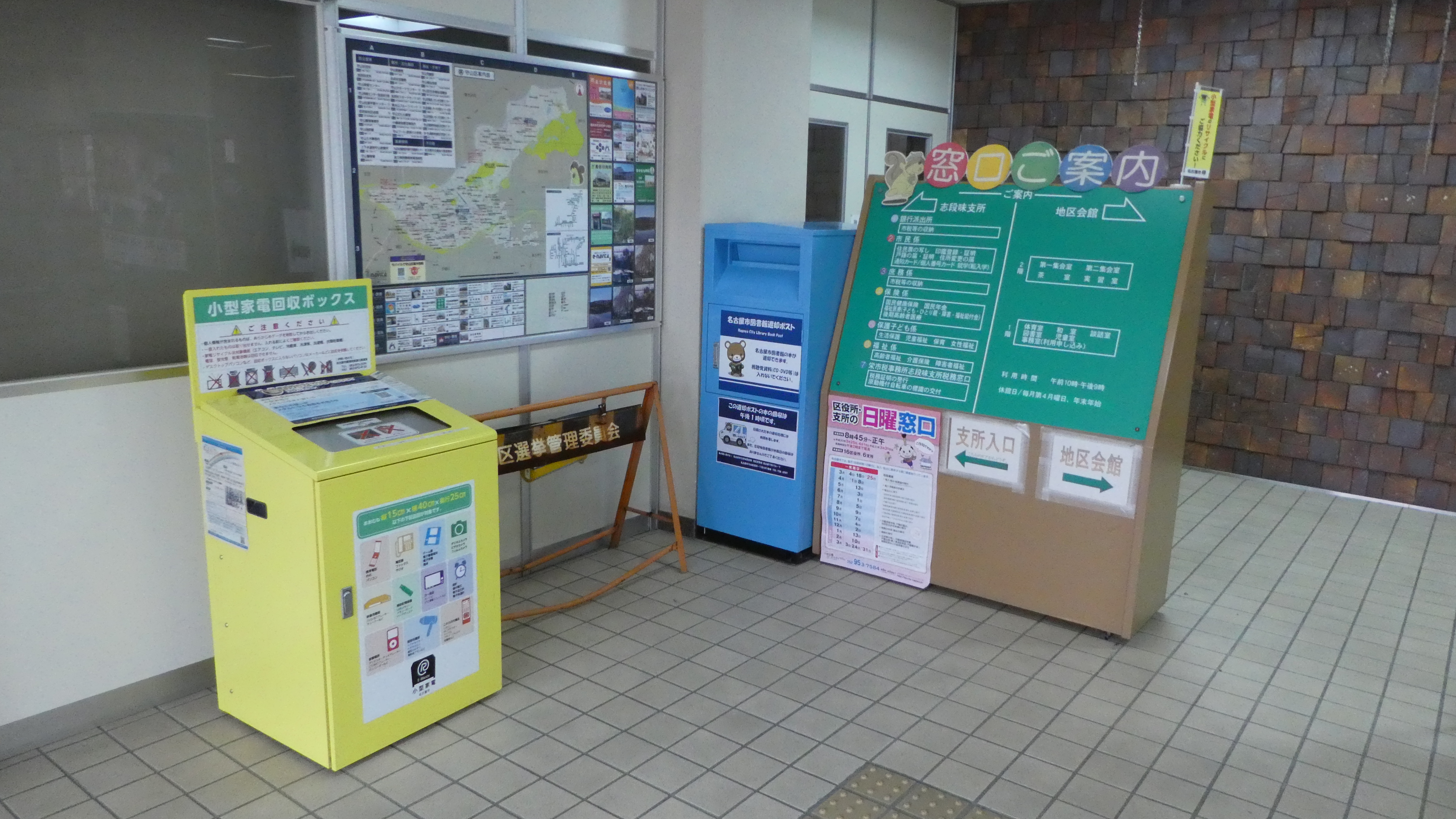
志段味支所図書返却ポスト(全景)
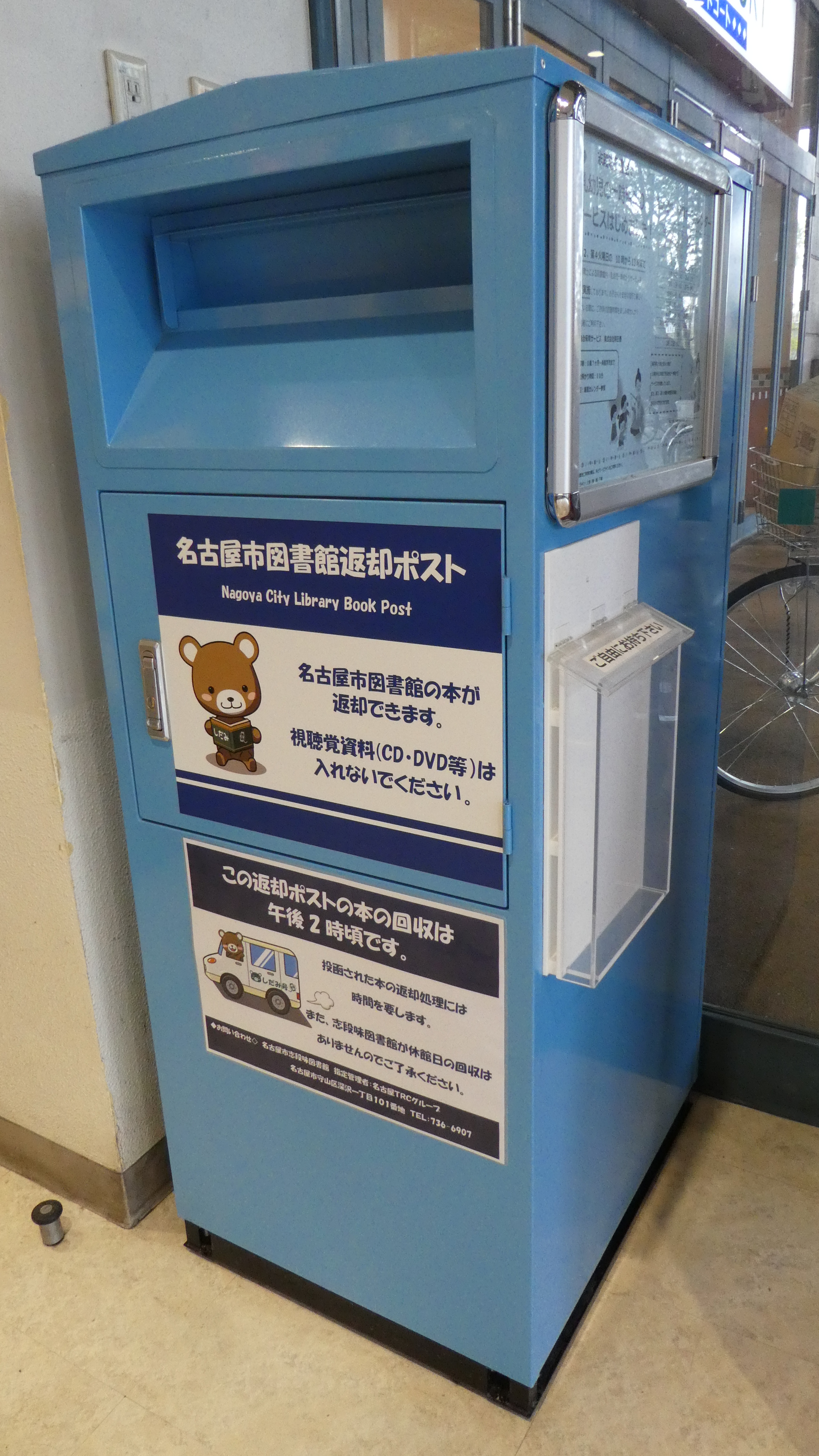
イオン守山店返却ポスト
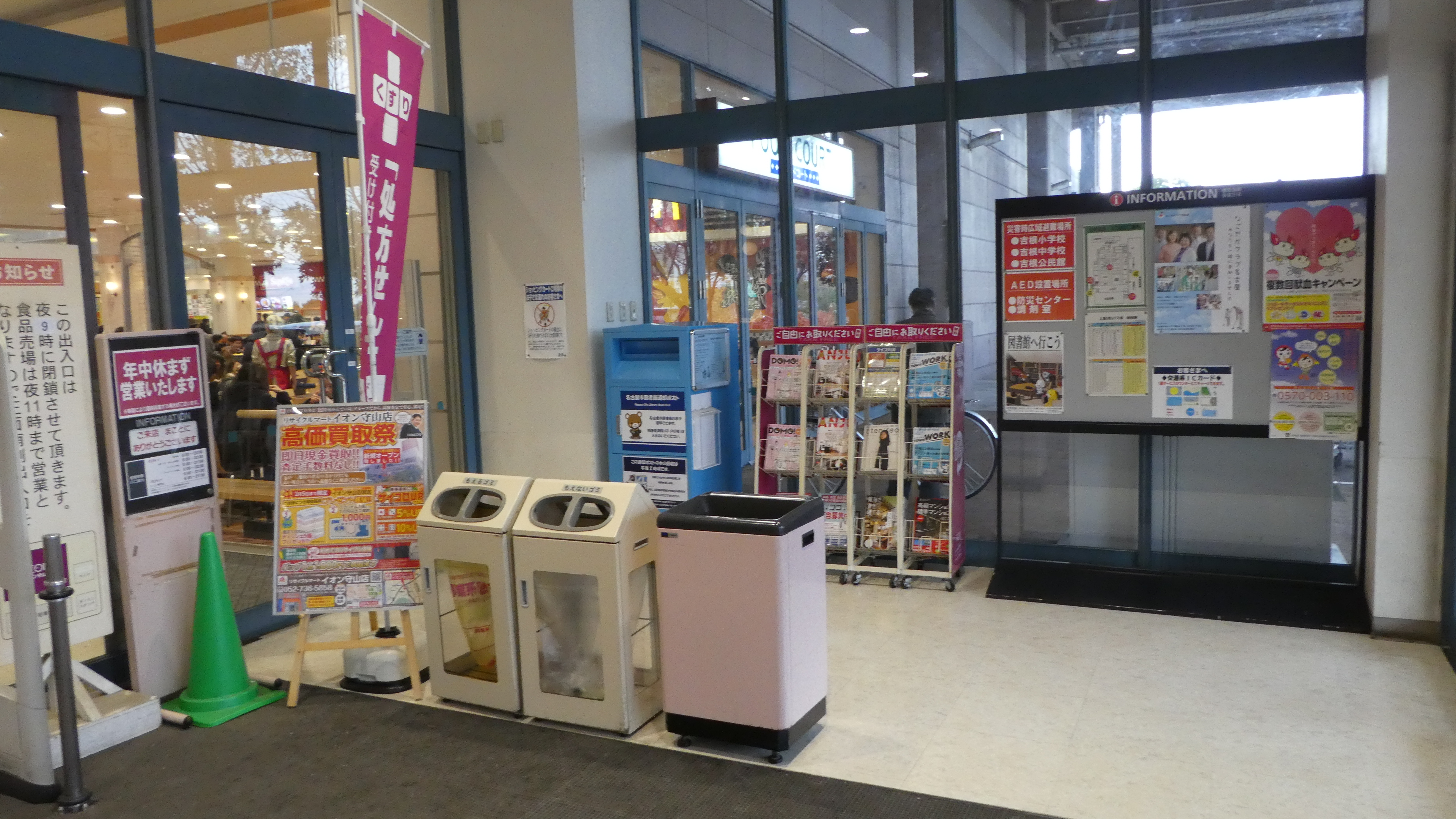
イオン守山店返却ポスト(全景)
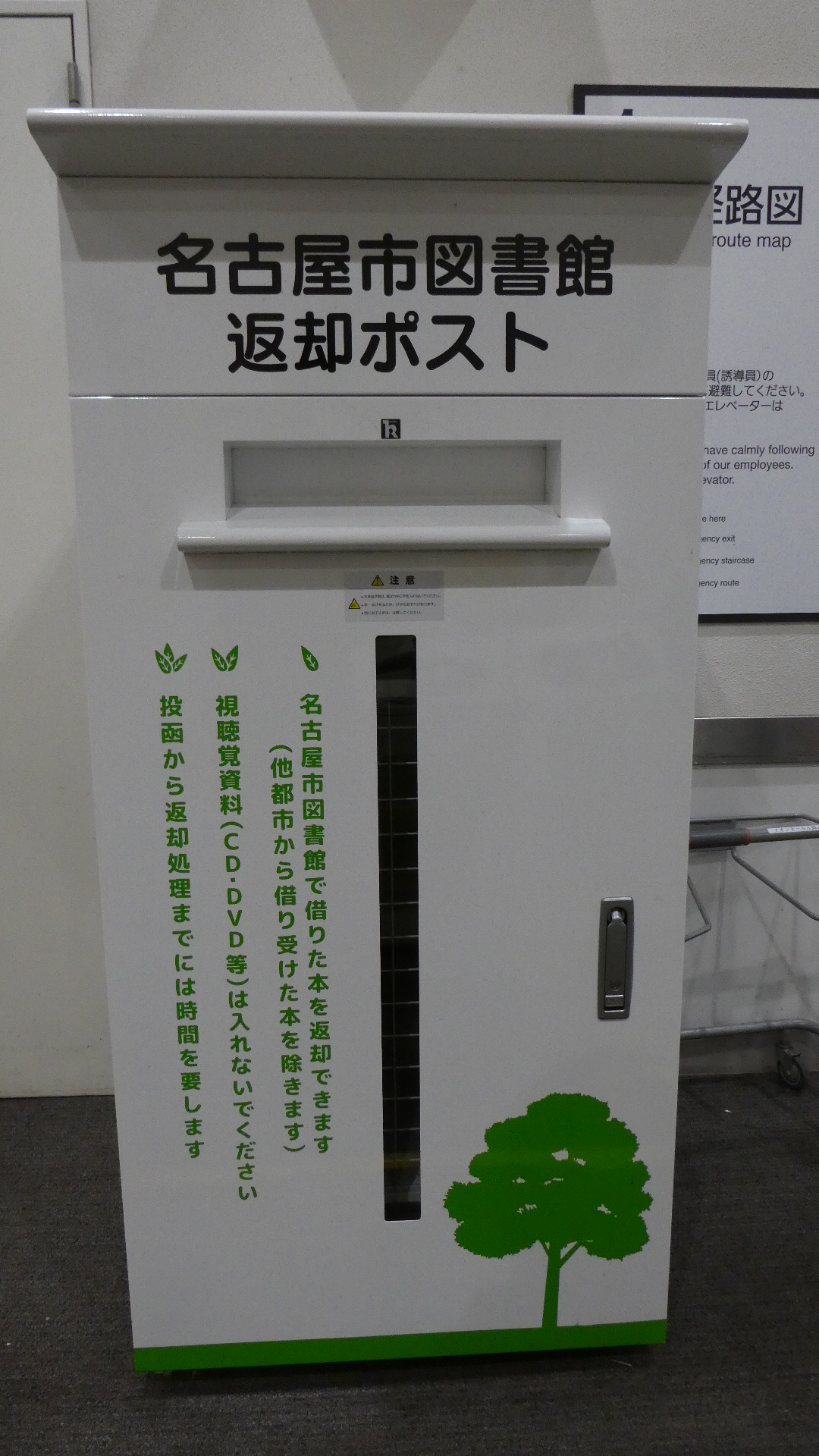
イオンモール大高返却ポスト
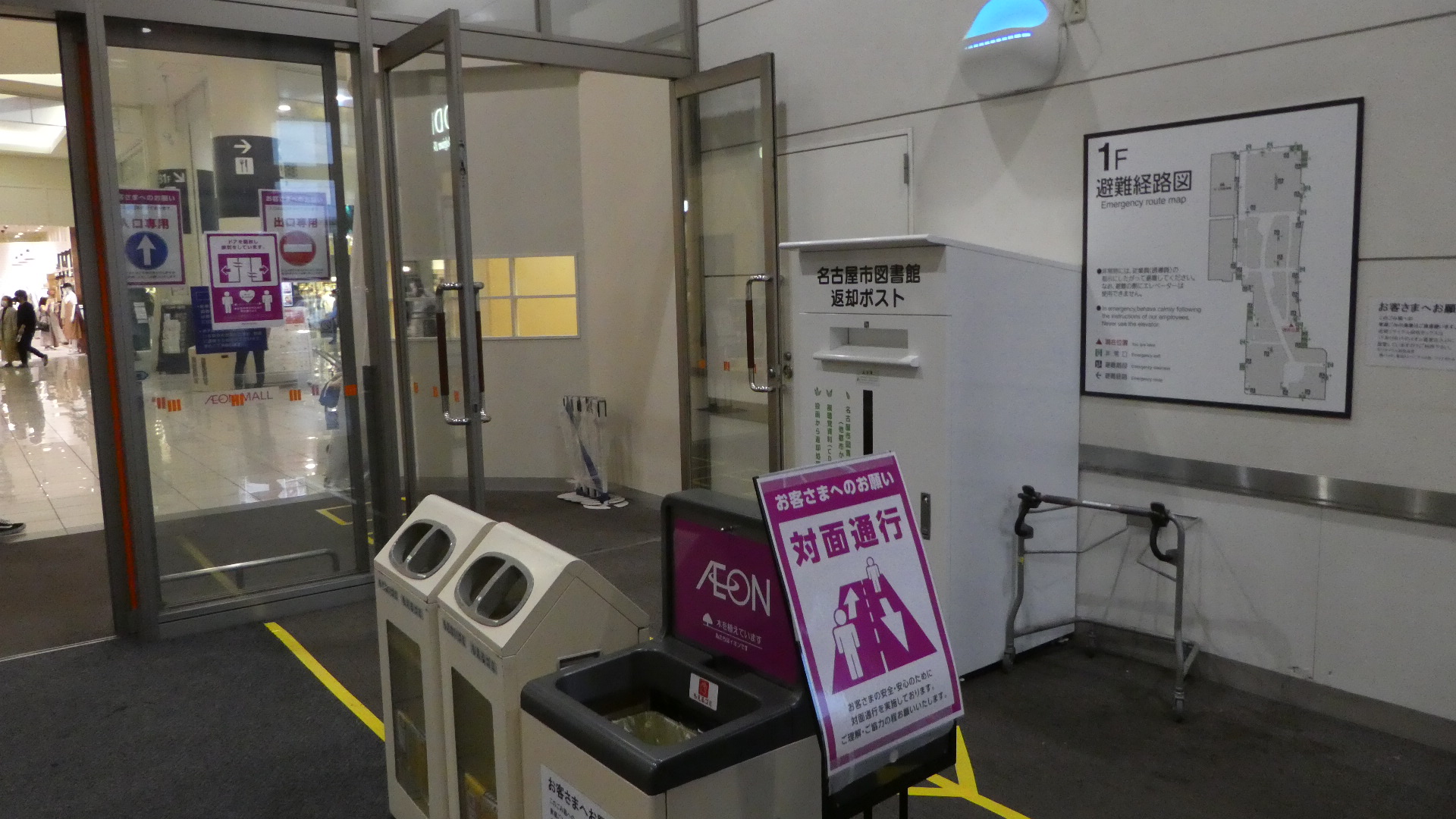
イオンモール大高返却ポスト(全景)

## 図書館一覧
| 名称                   | 所在地 | 概要 |
| ---------------------- | --- | --- |
|                        | 愛知県名古屋市昭和区鶴舞一丁目1番155号 北緯35度9分16.2秒 東経136度55分2.5秒 / 北緯35.154500度 東経136.917361度                    | 名古屋市図書館の中央図書館。1923年に鶴舞公園内に名古屋図書館として開館。1945年戦災により焼失も、1952年に名古屋市鶴舞図書館として再建される。1964年より現名。保存図書館としてのほか、名古屋図書館時代の古資料も保管。ほかに点字図書や、児童図書研究室を設置。蔵書約121万冊。 |
| 名古屋市鶴舞中央図書館 | 愛知県名古屋市昭和区鶴舞一丁目1番155号 北緯35度9分16.2秒 東経136度55分2.5秒 / 北緯35.154500度 東経136.917361度                    | 名古屋市図書館の中央図書館。1923年に鶴舞公園内に名古屋図書館として開館。1945年戦災により焼失も、1952年に名古屋市鶴舞図書館として再建される。1964年より現名。保存図書館としてのほか、名古屋図書館時代の古資料も保管。ほかに点字図書や、児童図書研究室を設置。蔵書約121万冊。 |
|                        | 愛知県名古屋市西区花の木二丁目18番23号 北緯35度11分22.8秒 東経136度53分23.8秒 / 北緯35.189667度 東経136.889944度                  | 1925年、矢田績によって東区武平町に名古屋公衆図書館として創設された。1939年に市に寄贈され、1952年に名古屋栄図書館と改称。1965年に西図書館として現在の浄心の南に位置する花の木に開館した。1994年に新築。矢田績関係資料がある。蔵書約11万冊。西文化小劇場を併設。              |
| 名古屋市西図書館       | 愛知県名古屋市西区花の木二丁目18番23号 北緯35度11分22.8秒 東経136度53分23.8秒 / 北緯35.189667度 東経136.889944度                  | 1925年、矢田績によって東区武平町に名古屋公衆図書館として創設された。1939年に市に寄贈され、1952年に名古屋栄図書館と改称。1965年に西図書館として現在の浄心の南に位置する花の木に開館した。1994年に新築。矢田績関係資料がある。蔵書約11万冊。西文化小劇場を併設。              |
|                        | 愛知県名古屋市熱田区神宮三丁目1番15号 あったかプラザ 1F 北緯35度7分43.8秒 東経136度54分36.3秒 / 北緯35.128833度 東経136.910083度  | 1960年、熱田神宮の一角に開館。2001年、熱田区役所の新築に伴い熱田駅前に移転。蔵書約12万冊。熱田文化小劇場を併設。 |
| 名古屋市熱田図書館     | 愛知県名古屋市熱田区神宮三丁目1番15号 あったかプラザ 1F 北緯35度7分43.8秒 東経136度54分36.3秒 / 北緯35.128833度 東経136.910083度  | 1960年、熱田神宮の一角に開館。2001年、熱田区役所の新築に伴い熱田駅前に移転。蔵書約12万冊。熱田文化小劇場を併設。 |
|                        | 愛知県名古屋市南区千竈通2丁目10番地の2 北緯35度6分19.5秒 東経136度55分25.9秒 / 北緯35.105417度 東経136.923861度                   | 1964年、寄付され開館。1992年、新築移転。蔵書約10万冊。伊勢湾台風資料室を置く。自動車図書館を2台所有。南文化小劇場を併設。 |
| 名古屋市南図書館       | 愛知県名古屋市南区千竈通2丁目10番地の2 北緯35度6分19.5秒 東経136度55分25.9秒 / 北緯35.105417度 東経136.923861度                   | 1964年、寄付され開館。1992年、新築移転。蔵書約10万冊。伊勢湾台風資料室を置く。自動車図書館を2台所有。南文化小劇場を併設。 |
|                        | 愛知県名古屋市中村区中村町茶ノ木25 中村公園文化プラザ1F 北緯35度10分25.7秒 東経136度51分11.9秒 / 北緯35.173806度 東経136.853306度 | 1965年、稲葉地公園内に開館。1991年に中村公園内に移転。地元出身の豊臣秀吉、加藤清正に関する本を収集している。蔵書約9万冊。中村文化小劇場・秀吉清正記念館を併設。 |
| 名古屋市中村図書館     | 愛知県名古屋市中村区中村町茶ノ木25 中村公園文化プラザ1F 北緯35度10分25.7秒 東経136度51分11.9秒 / 北緯35.173806度 東経136.853306度 | 1965年、稲葉地公園内に開館。1991年に中村公園内に移転。地元出身の豊臣秀吉、加藤清正に関する本を収集している。蔵書約9万冊。中村文化小劇場・秀吉清正記念館を併設。 |
|                        | 愛知県名古屋市東区大幸南一丁目1番10号 カルポート東 北緯35度11分19.4秒 東経136度56分49.7秒 / 北緯35.188722度 東経136.947139度      | 1965年、徳川園内に開館。2001年に矢田のカルポート東に移転。蔵書約10万冊。スポーツ関係図書が充実。東文化小劇場・東スポーツセンターを併設。 |
| 名古屋市東図書館       | 愛知県名古屋市東区大幸南一丁目1番10号 カルポート東 北緯35度11分19.4秒 東経136度56分49.7秒 / 北緯35.188722度 東経136.947139度      | 1965年、徳川園内に開館。2001年に矢田のカルポート東に移転。蔵書約10万冊。スポーツ関係図書が充実。東文化小劇場・東スポーツセンターを併設。 |
|                        | 愛知県名古屋市北区志賀町4丁目60番地の31 北緯35度12分11.4秒 東経136度54分47.7秒 / 北緯35.203167度 東経136.913250度                 | 1967年、黒川に開館。1970年、楠学習センター内に楠文庫を設置（1997年廃止）。2000年に東志賀公園西隣に新築移転。蔵書約11万冊。 |
| 名古屋市北図書館       | 愛知県名古屋市北区志賀町4丁目60番地の31 北緯35度12分11.4秒 東経136度54分47.7秒 / 北緯35.203167度 東経136.913250度                 | 1967年、黒川に開館。1970年、楠学習センター内に楠文庫を設置（1997年廃止）。2000年に東志賀公園西隣に新築移転。蔵書約11万冊。 |
|                        | 愛知県名古屋市港区港楽一丁目14番16号 北緯35度6分21.7秒 東経136度53分6.1秒 / 北緯35.106028度 東経136.885028度                      | 1967年、港北公園の一角に開館。1999年に新築移転。蔵書約10万冊。 |
| 名古屋市港図書館       | 愛知県名古屋市港区港楽一丁目14番16号 北緯35度6分21.7秒 東経136度53分6.1秒 / 北緯35.106028度 東経136.885028度                      | 1967年、港北公園の一角に開館。1999年に新築移転。蔵書約10万冊。 |
|                        | 愛知県名古屋市千種区田代町瓶杁1−137 北緯35度9分37秒 東経136度58分43.7秒 / 北緯35.16028度 東経136.978806度                         | 1968年開館。東山公園を背に立つ。蔵書約9万冊。 |
| 名古屋市千種図書館     | 愛知県名古屋市千種区田代町瓶杁1−137 北緯35度9分37秒 東経136度58分43.7秒 / 北緯35.16028度 東経136.978806度                         | 1968年開館。東山公園を背に立つ。蔵書約9万冊。 |
|                        | 愛知県名古屋市瑞穂区豊岡通3丁目29番地 北緯35度7分19.5秒 東経136度56分28秒 / 北緯35.122083度 東経136.94111度                       | 1969年、名古屋市博物館に隣接する東栄町に開館。蔵書約10万冊。2015年7月、瑞穂文化小劇場との複合施設として瑞穂公園南に移転。 |
| 名古屋市瑞穂図書館     | 愛知県名古屋市瑞穂区豊岡通3丁目29番地 北緯35度7分19.5秒 東経136度56分28秒 / 北緯35.122083度 東経136.94111度                       | 1969年、名古屋市博物館に隣接する東栄町に開館。蔵書約10万冊。2015年7月、瑞穂文化小劇場との複合施設として瑞穂公園南に移転。 |
|                        | 愛知県名古屋市中川区吉良町178番地の3 北緯35度8分19.6秒 東経136度51分40.7秒 / 北緯35.138778度 東経136.861306度                     | 1970年、松葉公園内に開館。2002年、荒子公園東に新築移転。蔵書約10万冊。中川文化小劇場を併設。 |
| 名古屋市中川図書館     | 愛知県名古屋市中川区吉良町178番地の3 北緯35度8分19.6秒 東経136度51分40.7秒 / 北緯35.138778度 東経136.861306度                     | 1970年、松葉公園内に開館。2002年、荒子公園東に新築移転。蔵書約10万冊。中川文化小劇場を併設。 |
|                        | 愛知県名古屋市守山区守山一丁目6番1号 北緯35度11分48.6秒 東経136度57分18.9秒 / 北緯35.196833度 東経136.955250度                    | 1972年、守山市役所跡地に開館。蔵書約10万冊。 |
| 名古屋市守山図書館     | 愛知県名古屋市守山区守山一丁目6番1号 北緯35度11分48.6秒 東経136度57分18.9秒 / 北緯35.196833度 東経136.955250度                    | 1972年、守山市役所跡地に開館。蔵書約10万冊。 |
|                        | 愛知県名古屋市緑区旭出一丁目1104番地 北緯35度4分59.7秒 東経136度57分58.2秒 / 北緯35.083250度 東経136.966167度                     | 1972年、旭出に開館。2015年、改修工事のため鳴海町の仮建物に移転。2016年7月12日にリニューアルして開館。蔵書約10万冊。 |
| 名古屋市緑図書館       | 愛知県名古屋市緑区旭出一丁目1104番地 北緯35度4分59.7秒 東経136度57分58.2秒 / 北緯35.083250度 東経136.966167度                     | 1972年、旭出に開館。2015年、改修工事のため鳴海町の仮建物に移転。2016年7月12日にリニューアルして開館。蔵書約10万冊。 |
|                        | 愛知県名古屋市名東区文教台二丁目205番地 北緯35度10分51秒 東経136度59分56.8秒 / 北緯35.18083度 東経136.999111度                    | 1976年、文教台に開館。蔵書約9万冊。 |
| 名古屋市名東図書館     | 愛知県名古屋市名東区文教台二丁目205番地 北緯35度10分51秒 東経136度59分56.8秒 / 北緯35.18083度 東経136.999111度                    | 1976年、文教台に開館。蔵書約9万冊。 |
|                        | 愛知県名古屋市天白区横町701番地 北緯35度7分26.6秒 東経136度59分0.2秒 / 北緯35.124056度 東経136.983389度                           | 1977年、横町の天白賃貸住宅の1階に開館。蔵書約9万冊。 |
| 名古屋市天白図書館     | 愛知県名古屋市天白区横町701番地 北緯35度7分26.6秒 東経136度59分0.2秒 / 北緯35.124056度 東経136.983389度                           | 1977年、横町の天白賃貸住宅の1階に開館。蔵書約9万冊。 |
|                        | 愛知県名古屋市北区楠二丁目974番地 北緯35度13分42.4秒 東経136度55分21秒 / 北緯35.228444度 東経136.92250度                          | 1997年、北区楠支所に隣接して開館。蔵書約7万冊。 |
| 名古屋市楠図書館       | 愛知県名古屋市北区楠二丁目974番地 北緯35度13分42.4秒 東経136度55分21秒 / 北緯35.228444度 東経136.92250度                          | 1997年、北区楠支所に隣接して開館。蔵書約7万冊。 |
|                        | 愛知県名古屋市中川区服部三丁目601番地 北緯35度8分55.1秒 東経136度48分47.8秒 / 北緯35.148639度 東経136.813278度                    | 1997年、中川区西部の服部に開館。蔵書約6万冊。 |
| 名古屋市富田図書館     | 愛知県名古屋市中川区服部三丁目601番地 北緯35度8分55.1秒 東経136度48分47.8秒 / 北緯35.148639度 東経136.813278度                    | 1997年、中川区西部の服部に開館。蔵書約6万冊。 |
|                        | 愛知県名古屋市港区秋葉1丁目130-79 北緯35度6分34.4秒 東経136度49分25.5秒 / 北緯35.109556度 東経136.823750度                        | 2002年、港区南陽支所管内に開館。蔵書約6万冊。 |
| 名古屋市南陽図書館     | 愛知県名古屋市港区秋葉1丁目130-79 北緯35度6分34.4秒 東経136度49分25.5秒 / 北緯35.109556度 東経136.823750度                        | 2002年、港区南陽支所管内に開館。蔵書約6万冊。 |
|                        | 愛知県名古屋市守山区深沢1丁目101 北緯35度14分12.8秒 東経137度0分14.9秒 / 北緯35.236889度 東経137.004139度                         | 2004年、守山区志段味支所管内に開館。蔵書約7万冊。 |
| 名古屋市志段味図書館   | 愛知県名古屋市守山区深沢1丁目101 北緯35度14分12.8秒 東経137度0分14.9秒 / 北緯35.236889度 東経137.004139度                         | 2004年、守山区志段味支所管内に開館。蔵書約7万冊。 |
|                        | 愛知県名古屋市西区八筋町358番2号 北緯35度13分18.4秒 東経136度52分47.7秒 / 北緯35.221778度 東経136.879917度                        | 2005年、西区山田支所3階に開館。蔵書約7万冊。 |
| 名古屋市山田図書館     | 愛知県名古屋市西区八筋町358番2号 北緯35度13分18.4秒 東経136度52分47.7秒 / 北緯35.221778度 東経136.879917度                        | 2005年、西区山田支所3階に開館。蔵書約7万冊。 |
|                        | 愛知県名古屋市緑区元徳重一丁目401番地 ユメリア徳重 3F 北緯35度5分43.8秒 東経136度59分52.4秒 / 北緯35.095500度 東経136.997889度    | 2010年5月、緑区徳重支所管内に開館。蔵書約7万冊。 |
| 名古屋市徳重図書館     | 愛知県名古屋市緑区元徳重一丁目401番地 ユメリア徳重 3F 北緯35度5分43.8秒 東経136度59分52.4秒 / 北緯35.095500度 東経136.997889度    | 2010年5月、緑区徳重支所管内に開館。蔵書約7万冊。 |

### WEB
1. 1 2 3 4 5 6  “図書館案内 西図書館”.   名古屋市図書館. 2015年2月4日閲覧。
2. 1 2 3 4 5  “図書館案内 熱田図書館”.   名古屋市図書館. 2015年2月4日閲覧。
3. 1 2 3 4 5 6  “図書館案内 南図書館”.   名古屋市図書館. 2015年2月4日閲覧。
4. 1 2 3 4 5 6  “図書館案内 東図書館”.   名古屋市図書館. 2015年2月4日閲覧。
5. 1 2 3 4 5 6  “図書館案内 中村図書館”.   名古屋市図書館. 2015年2月4日閲覧。
6. 1 2 3 4 5 6 7 8  “図書館案内 北図書館”.   名古屋市図書館. 2015年2月4日閲覧。
7. 1 2 3 4 5  “図書館案内 港図書館”.   名古屋市図書館. 2015年2月4日閲覧。
8. 1 2 3 4  “図書館案内 千種図書館”.   名古屋市図書館. 2015年2月4日閲覧。
9. 1 2 3 4 5 6  “図書館案内 中川図書館”.   名古屋市図書館. 2015年2月4日閲覧。
10. 1 2 3  “図書館案内 緑図書館”.   名古屋市図書館. 2015年2月4日閲覧。
11. 1 2 3  “図書館案内 名東図書館”.   名古屋市図書館. 2015年2月4日閲覧。
12. 1 2 3  “図書館案内 天白図書館”.   名古屋市図書館. 2015年2月4日閲覧。
13. 1 2 3  “図書館案内 楠図書館”.   名古屋市図書館. 2015年2月4日閲覧。
14. 1 2 3  “図書館案内 富田図書館”.   名古屋市図書館. 2015年2月4日閲覧。
15. 1 2 3  “図書館案内 南陽図書館”.   名古屋市図書館. 2015年2月4日閲覧。
16. 1 2 3  “図書館案内 志段味図書館”.   名古屋市図書館. 2015年2月4日閲覧。
17. 1 2 3  “図書館案内 山田図書館”.   名古屋市図書館. 2015年2月4日閲覧。
18. 1 2 3  “図書館案内 徳重図書館”.   名古屋市図書館. 2015年2月4日閲覧。
19. 1 2 3  “図書館案内 瑞穂図書館”.   名古屋市図書館. 2015年8月23日閲覧。
20. 1 2 3 4  “開館時間と休館日”.   名古屋市図書館. 2015年3月3日閲覧。
21. 1 2 3 4  “はじめての方へ（利用案内）”.   名古屋市図書館. 2015年3月3日閲覧。
22. 1 2  志段味図書館　支所管内に返却ポストを2か所新設します！≪開始：4月6日（木）～≫
23. ↑  “イオンモールナゴヤドーム前店に返却ポストを設置します《利用開始日：2月1日（木）》”. www.library.city.nagoya.jp. 2024年2月22日閲覧。
24. 1 2 3 4 5 6 7  “図書館案内 鶴舞中央図書館”.   名古屋市図書館. 2015年2月4日閲覧。
25. ↑  “図書館案内 守山図書館”.   名古屋市図書館. 2015年2月4日閲覧。

### 書籍
1. 1 2 3 4 5 6 7 8  名古屋市鶴舞中央図書館 2014, p. 60.
2. ↑  下川耿史 家庭総合研究会 編『明治・大正家庭史年表:1868-1925』河出書房新社、2000年、471頁。ISBN 4-309-22361-3。
3. 1 2  名古屋市鶴舞中央図書館 2014, p. 62.
4. 1 2 3 4 5 6 7 8 9 10 11 12 13 14 15 16 17 18 19 20 21 22 23  名古屋市鶴舞中央図書館 2014, p. 3.

## 文献案内
- 薬師寺はるみ『名古屋市の1区1館計画がたどった道―図書館先進地の誕生とその後』八千代出版、2012年10月。ISBN 978-4842915852。